# Boruja Kościelna
Boruja Kościelna – wieś w Polsce położona w województwie wielkopolskim, w powiecie nowotomyskim, w gminie Nowy Tomyśl.

## Historia

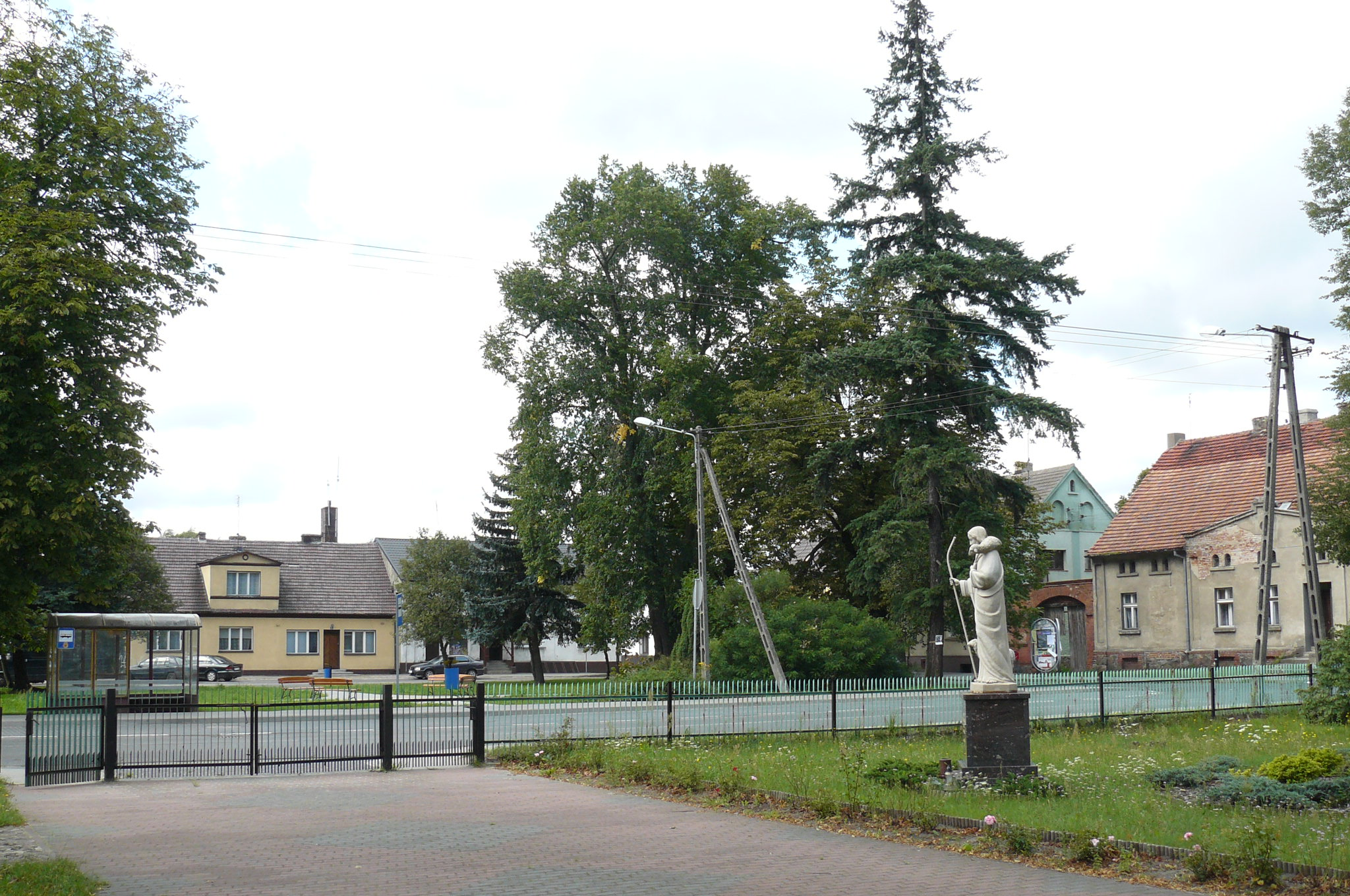
Plac Kościelny - centrum miejscowości

Wieś powstała w XVIII wieku w okresie kolonizacji olęderskiej, jej pierwotna nazwa brzmiała Borujskie Stare Olędry. Centrum wsi ma wyjątkową wśród osad olęderskich zwartą zabudowę, skupioną wokół placu kościelnego i głównej ulicy.

## Obiekty
W centrum Borui Kościelnej znajduje się poewangelicki kościół św. Wojciecha powstały w 1781 roku. Wieżę kościelną dobudowano w roku 1900. Po drugiej wojnie światowej stał się on świątynią katolicką, przy której w 1948 utworzono parafię. W jego okolicy rosną okazałe drzewa: dąb o obwodzie 470 cm i lipa o obwodzie 330 cm. W latach 1996–1997 na cmentarzu parafialnym wzniesiono kostnicę o ciekawej architekturze. Przy szosie do Nowego Tomyśla stoi drewniany wiatrak koźlak z 1755 r.
W latach 1954–1971 wieś należała i była siedzibą władz gromady Boruja Kościelna, po jej zniesieniu w gromadzie Nowy Tomyśl. W latach 1975–1998 miejscowość administracyjnie należała do województwa poznańskiego.